# Giuseppe Menabuoni
Giuseppe Menabuoni  (Florence, 1708 - ap. 1745) est un graveur et un peintre italien qui fut actif en Toscane.

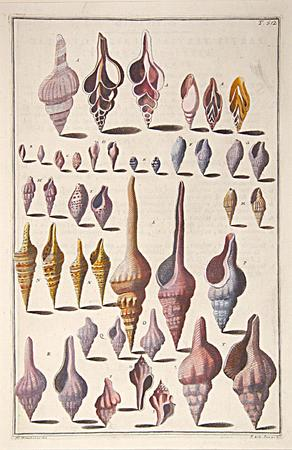
Planche de mollusques de lIndex Testarum Conchyliorum.

## Biographie
Giuseppe Menabuoni s'est formé auprès de Tommaso Redi. Il a dessiné des planches de mollusques qui ont ensuite été gravées par Pietro Antonio Pazzi (1706– ap.1780) pour l'« Index Testarum Conchyliorum » publié à Florence en 1742.
Ces planches reproduisent les spécimens de coquillages de Gualtieri (docteur en médecine et professeur à l'Université de Pise, se consacrant à l'étude des mollusques, et ayant conçu un système de classification des coquillages) dont un grand nombre  sont encore dans la collection du Musée d'histoire naturelle de la Certosa di Calci, sous le patronage de l'Université de Pise.

## Œuvres
- 110 planches (380 × 250 mm) des mollusques de l'Index Testarum Conchyliorum.